# Jean-Baptiste Saget
Jean-Baptiste Saget, né le 6 septembre 1887 à Montmirey-la-Ville (Jura) et mort le 5 décembre 1925 à Paris, est un homme politique français.

## Biographie
Docteur en droit, Jean-Baptiste Saget exerce comme avocat à la Cour d'appel de Paris quand il est mobilisé. Il finit la guerre décoré de la Croix de Guerre avec huit citations.
Candidat républicain de gauche aux législatives de 1919 dans le Territoire de Belfort, il obtient 52 % des voix et est élu député. Actif à la Chambre, il s'intéresse surtout aux questions fiscales et sociales.
Réélu en 1924, il passe alors dans les rangs du Parti radical.
Il meurt cependant brutalement, le 5 décembre 1925, à l'âge de 38 ans.